# Abu Abedalá Jaiani
Abu Abedalá ou Abedulá Maomé ibne Amade Jaiani (em persa: ابو عبدالله محمد بن احمد جیهانی; romaniz.: Abū ʿAbdallāh Muḥammad ibn Aḥmad Jayhānī), mais simplesmente conhecido como Abu Abedalá Jaiani, foi o vizir persa do Império Samânida de 914 a 922. Seu trabalho geográfico perdido (que foi preservado em livros de autores posteriores) é um importante fonte da história do século IX da Ásia Central e Europa Oriental. Seu filho e neto também serviram como vizires.

## Vida
A maioria dos detalhes da vida de Jaiani são desconhecidos. Era filho de Amade Jaiani e tinha um irmão chamado Ubaide Alá Jaiani. Os padrões de grafia em suas obras sugerem que persa era sua língua nativa e Iacute de Hama também registrou que frequentemente usava a expressão persa bedāw andarūn ("correr"). Mocadaci observou que estudou filosofia, astronomia e geometria. Além disso, também afirmou que reuniria estrangeiros e perguntaria sobre as terras e as rotas para chegar aos diferentes territórios. Jaiani era um adepto secreto do maniqueísmo, de acordo com ibne Nadim.
Durante o início de sua carreira, foi aluno de Abu Zaíde de Bactro e costumava dar-lhe escravas como presentes, mas depois o deixou, devido a seu Kitab al-Qarabin wa'l-dhaba'ih (Livro sobre Sacrifícios e Ofertas), que Jaiani reprovou. Foi nomeado guardião de Nácer II em 913. Um ano depois, seu pupilo de 8 anos tornou-se o governante (emir) do Império Samânida e Jaiani foi nomeado vizir. No entanto, devido à juventude de Nácer, assumiu a regência do império. Quase imediatamente, uma série de revoltas eclodiram dentro do estado, a mais séria sendo a liderada por seu tio-avô Ixaque ibne Amade. Os filhos de Ixaque participaram da rebelião; um filho, Abu Sale Mançor, assumiu o controle de Nixapur e de várias outras cidades de Coração. Depois, Ixaque foi capturado, enquanto Abu Sale morreu em Nixapur.
Depois que a maior mesquita de Bucara foi destruída, Jaiani financiou a construção de um minarete, de acordo com Narxaqui. Amade ibne Fadlane, que o conheceu em 921, registrou que as pessoas se referiam a ele como "o baluarte dos anciãos", evidenciando que ainda era considerado a figura mais influente na corte de Nácer II. Um ano depois, porém, Abu Alfadle Albalami o sucedeu como vizir. A data de sua morte é desconhecida. Seu filho, Abu Ali, foi vizir do Império Samânida de 938 a 941, enquantro o filho de Abu Ali (neto de Abu Abedalá) ocupou o mesmo cargo entre 974 e 976.

## Obras
Ibne Nadim, que confundiu Abu Abedalá com seu neto, atribuiu quatro livros a ele. Iacute de Hama, que usou o trabalho de Nadim como fonte para seu próprio trabalho, ainda causou confusão adicional ao combinar as três gerações consecutivas da família Jaiani. Segundo o historiador István Zimonyi, os quatro livros “apontam para um autor com experiência em política, pois todo livro está relacionado com assuntos de Estado”.